# Otanche
Otanche è un comune della Colombia facente parte del dipartimento di Boyacá.
Il centro abitato venne fondato da Silvano e Federico Buitrago García nel 1883, mentre l'istituzione del comune è del 17 novembre 1960.